# Udria
Udria är en by i kommunen Vaivara, Ida-Virumaa, Estland med 24 invånare. Idag har orten blivit en berömd turistort tack vare sin närhet till havet, och ett flertal sommarstugor ligger nu här. 

## Historia
Byn nämndes för första gången år 1241 i Kung Valdemars jordebok med namnet Ydrigas. Under 1700-talet byggdes här en vattenkvarn, som år 1900 revs då den ryska familjen Kotschnew skulle utöka sin slottspark. Slottet förstördes i första världskriget. Under det estniska frihetskriget landsteg en estnisk styrka med finska frivilliga i Udria, vilka besegrade ryssarna. Segern möjliggjorde erövrandet av Narva några dagar senare. Under andra världskriget brändes all bebyggelse ner av tyska Wehrmacht. 